# Delia Ephron
Delia Ephron, född 12 juli 1944 i New York City, New York, är en amerikansk författare, filmregissör och manusförfattare. 
Hon är mest känd för sina romantiska komedier. Hon är syster till Nora Ephron och Amy Ephron.

## Filmografi, i urval
- 1994 – Julnötter
- 1998 – Du har mail
- 2000 – Hanging Up
- 2005 – En förtrollad romans
- 2005 – The Sisterhood of the Traveling Pants